# Хібіно Нао
Хібіно Нао (яп. 日比野 菜緒, 28 листопада 1994) — японська тенісистка.
Свою першу перемогу в турнірі WTA Нао здобула в жовтні 2015 на Tashkent Open. Станом на той час вона ще ніколи не пробивалася до основної сітки турнірів Великого шолома.

## Фінали турнірів WTA

### Одиночний розряд: 5 (2 титули)
| Результат | В-П | Дата     | Турнір                       | Категорія   | Поверхня | Супротивниця      | Рахунок       |
| --------- | --- | -------- | ---------------------------- | ----------- | -------- | ----------------- | ------------- |
| Перемога  | 1–0 | Жов 2015 | Tashkent Open, Узбекистан    | Міжнародний | Хард     | Донна Векич       | 6–2, 6–2      |
| Поразка   | 1–1 | Жов 2016 | Tashkent Open, Узбекистан    | Міжнародний | Хард     | Крістина Плішкова | 3–6, 6–2, 3–6 |
| Поразка   | 1–2 | Бер 2017 | Malaysian Open, Куала-Лумпур | Міжнародний | Хард     | Ешлі Барті        | 3–6, 2–6      |
| Поразка   | 1–3 | Лип 2017 | Jiangxi Open, Наньчан        | Міжнародний | Хард     | Пен Шуай          | 3–6, 2–6      |
| Перемога  | 2–3 | Вер 2019 | Japan Women's Open, Хіросіма | Міжнародний | Хард     | Дой Місакі        | 6–3, 6–2      |

### Пари: 4 (2 титули)
| Результат | В-П | Дата     | Турнір                       | Категорія   | Поверхня | Партнерка          | Супротивниці                     | Рахунок          |
| --------- | --- | -------- | ---------------------------- | ----------- | -------- | ------------------ | -------------------------------- | ---------------- |
| Перемога  | 1–0 | Кві 2017 | Monterrey Open, Мексика      | Міжнародний | Хард     | Аліція Росольська  | Даліла Якупович Надія Кіченок    | 6–2, 7–6(4)      |
| Поразка   | 1–1 | Вер 2017 | Tashkent Open, Узбекистан    | Міжнародний | Хард     | Оксана Калашнікова | Тімеа Бабош Андреа Главачкова    | 5–7, 4–6         |
| Поразка   | 1–2 | Лют 2018 | Taiwan Open, Тайпей          | Міжнародний | Хард (i) | Оксана Калашнікова | Дуань Інін Ван Яфань             | 6–7(4), 6–7(5)   |
| Перемога  | 2–2 | Вер 2019 | Japan Women's Open, Хіросіма | Міжнародний | Хард     | Дой Місакі         | Крістіна Макгейл Валерія Савіних | 3–6, 6–4, [10–4] |